# Praomys derooi
Praomys derooi är en däggdjursart som beskrevs av Van der Straeten och Verheyen 1978. Praomys derooi ingår i släktet Praomys och familjen råttdjur. Inga underarter finns listade i Catalogue of Life.
Vuxna exemplar är 73 till 124 mm långa (huvud och bål), har en 84 till 136 mm lång svans och väger 24 till 45 g. Bakfötterna är cirka 21 mm långa och öronen är ungefär 14 mm stora. Beroende på individ är ovansidans päls ljusbrun till mörk gråbrun. Vid kroppssidorna blir pälsen ljusare och undersidan är täckt av ljusgrå päls. Flera exemplar har en vit punkt på bröstet. Den enfärgade svansen är täckt av långa hår. Honor har 6 spenar vid undersidans främre del och 4 spenar vid ljumsken.
Denna gnagare förekommer i västra Afrika från Ghana till Nigeria. En avskild population finns i Guinea. Arten vistas i låglandet och i kulliga områden. Habitatet utgörs av savanner, ofta nära byar.
Liksom svartråttan och Mastomys erythroleucus hämtar arten sin föda ofta från människans förråd. Dräktiga honor registrerades under regntiden och vid början av den torra perioden. Per kull föds två till fem ungar. Antagligen är fortplantningstiden längre på grund av att Praomys derooi är kulturföljare.
För beståndet är inga hot kända. Hela populationen anses vara stabil. IUCN kategoriserar arten globalt som livskraftig (LC).